# Moin
Moin (méně často psáno i moi, mòjn, mojn, meun) je severoněmecký, dánský, nizozemský, fríský a kašubský pozdrav.
V Německu se používá především v oblastech, kde se mluví dolní němčinou. Jedná se o moderní pozdrav, starý max. 200 let.

## Použití
V německém jazykovém prostředí se používá běžně jako dopolední pozdrav. V některých částech severního Německa se používá v průběhu celého dne a v některých regionech i při loučení. Mimo německé prostředí se používá především v Nizozemsku a v skandinávských zemích. V Polsku jej používají příslušníci kašubské menšiny.